# لويس ماكنزي
لويس ماكنزي (بالإنجليزية: Lewis McKenzie)‏ هو سياسي أمريكي، ولد في 7 أكتوبر 1810 في الإسكندرية في الولايات المتحدة، وتوفي بنفس المكان في 28 يونيو 1895. نشط حزبياً في Union Party (United States, 1850) ‏ والحزب الجمهوري. وقد انتخب عضو مجلس نواب الولايات المتحدة عن ولاية فرجينيا وانتخب عضو مجلس النواب الأمريكي.